# Samhain
Samhain [ˈsau̯nʲ] (neuirisch), altirisch: Samuin oder Samain ['saṽinʼ], ist neben Imbolc (1. Februar), Beltane (1. Mai) und Lughnasadh (1. August) eines der vier großen irisch-keltischen Feste. Samhain wurde beginnend am Vorabend in der Nacht zum 1. November und an diesem Tage gefeiert. Er wurde früher, wie der Monat samoni im Kalender von Coligny, als Beginn des keltischen Jahres gesehen. In den irischen Rechtstexten wird allerdings Beltane als Jahresanfang genannt. Das Fest am Vorabend des 1. November heißt im Neu-Irischen Oíche Shamhna und stellt möglicherweise die Herkunft des Festes dar, das im Englischen Halloween heißt (siehe dort zur Diskussion um diese Herleitung).
In Wales wurde das Fest Nos Calan gaeaf („Nacht des Winteranfangs“) genannt und war eine der teir nos ysprydnos („drei Geisternächte“).

## Mythologie
Ebenso wie bei den anderen drei Festen wurde angenommen, dass auch zu Samhain die Menschen einen Zugang zu den Wesen der  Anderen Welt haben, besonders zu den Bewohnern der Síd (Elfenhügel), die an diesem Tage offenstehen. Es war deshalb nicht ratsam, sein Haus zu verlassen, um nicht mit diesen Repräsentanten der Vorzeit zusammenzustoßen. Dem Unterweltsgott Cenn Crúach („der blutige Kopf“) wurden zu Samhain Blutopfer dargebracht, um ihn und die anderen chthonischen Gottheiten um Fruchtbarkeit anzuflehen. Bei der Anbetung des Cenn-Crúach-Idols zu Samhain starb Tigernmas und nahm drei Viertel der Iren mit in den Tod. Eine besondere Verbindung hatte Samhain mit den Túatha Dé Danann, denn an diesem Tag war die zweite Schlacht von Mag Tuired, in der sie die Fomori besiegten. Deshalb können sie zu Samhain die Sídhe, in die sie später von den Milesiern verbannt worden waren, ohne weiteres verlassen.
Die Darstellung von Samhain ist allerdings in der neueren Literatur nicht unumstritten, da die ältesten Quellen aus dem 10. Jahrhundert stammen und damit 500 Jahre nach der Christianisierung Irlands entstanden sind und die älteste Quelle, die eine religiöse Bedeutung des Festes erwähnt, sogar aus dem 12. Jahrhundert stammt. Ob es sich also um ein spezifisches Fest der Toten handelte oder ob zu diesem Anlass Blutopfer dargebracht wurden, ist daher nicht belegbar.
Angeblich seit 700 v. Chr. wurden zu Samhain in Tara die feis Temhra („Fest von Tara“) begangen, eine der wichtigsten altirischen Versammlungen. Ebenfalls fand das große Treffen von Ulster in Mag Muirtheimne an diesem Tage statt. Die Anwesenheit jedes Mannes aus Ulster war bei sonstiger Todesstrafe durch den König verordnete Pflicht. Auf dem Hügel von Tlachtga (Hill of Ward bei Athboy, County Meath) wurde das Samhain-Feuer entzündet, von dem die einzelnen Familien das Herdfeuer mitnahmen. In den Erzählungen Echtrae Nerai („Neras Abenteuer“), Airne Fingein („Fingeins Nachtwache“) und Aislinge Oenguso („Oengus’ Traumgesicht“) wird über die Verbindung der Sagenhelden mit der Anderen Welt am Vorabend des Samhain-Festes berichtet.
Auch in der römischen Mythologie gab es Tage, an denen die Unterwelt offenstand (mundus patet) und deshalb wichtige Tätigkeiten, wie Militärisches, Schiffsfahrten, Hochzeiten, unterlassen werden sollten. Einer dieser Tage war der 8. November.

## Allerheiligen
Ein Bezug von Allerheiligen zu diesem heidnischen Fest wurde gelegentlich konstruiert, dagegen spricht allerdings, dass der November-Termin für Allerheiligen zuerst im 8. Jahrhundert in Italien eingeführt wurde, wo Samhain unbekannt war. Im frühen christianisierten Irland wurde Allerheiligen zunächst im Frühjahr gefeiert.

## Neuheidentum
Samhain ist nicht nur von historischer Bedeutung, sondern wird vor allem im Neuheidentum neu interpretiert. Die Ursprünge dieses Festes werden hierbei oftmals unterschiedlich gedeutet und neuheidnische Autoren sind sich über den Zweck des Festes uneinig. So ist schon das Datum unklar. Es wird sich zwar auf den 1. November als Festtag berufen, jedoch gleichzeitig betont, dass das Fest nach dem Mondkalender berechnet wird und hier zumeist einer festen Mondphase (beispielsweise dem Vollmond) zugeordnet wird.
Samhain bildet den dunklen Pol des Jahres und steht somit Beltane, dem hellen Pol, gegenüber. Im Zentrum des Festes steht die Thematik des Todes. An diesem Tag sterben Helden und Götter, epische Schlachten und viele wichtige Ereignisse der Mythologie finden statt und machen aus Samhain ein Fest des „Resümees“. Hierbei werden viele Verträge mit der Anderswelt geschlossen oder wieder aufgelöst, so dass das Übernatürliche in diese Welt eindringt beziehungsweise die Schleier zwischen den beiden Welten besonders dünn sind. Dieser Hintergrund macht die Samhain-Nacht zu einer „Begegnung zwischen Lebenden und Toten“ und lässt so auch Rückschlüsse auf moderne Halloween-Riten zu. Ebenso gehen manche Autoren davon aus, dass Brauchtümer der damaligen Zeit auf das jüngere Allerheiligen übertragen wurden.